# Dominic Thiem
Dominic Thiem (* 3. září 1993 Vídeňské Nové Město) je bývalý rakouský tenista, pohybující se na profesionálním okruhu mezi lety 2011–2024. Titulem na US Open 2020 se stal po Thomasi Musterovi druhým Rakušanem, který vyhrál mužskou grandslamovou dvouhru a prvním singlovým šampionem grandslamu narozeným v 90. letech dvacátého století.
Ve své kariéře vyhrál na okruhu ATP Tour sedmnáct singlových turnajů, první z nich na antukovém Open de Nice Côte d’Azur 2015. V roce 2019 poprvé triumfoval v sérii Masters na BNP Paribas Open. Na challengerech ATP a okruhu ITF získal sedm titulů ve dvouhře a dva ve čtyřhře.
Na žebříčku ATP byl nejvýše ve dvouhře klasifikován v březnu 2020 na 3. místě a ve čtyřhře pak v říjnu 2019 na 67. místě. Od února 2019 jej trénoval chilský olympijský vítěz Nicolás Massú. V letech 2002–2019 tuto roli plnil krajan Günther Bresnik. Na juniorském kombinovaném žebříčku ITF byl nejvýše hodnocen v lednu 2011 na 2. příčce.
Na nejvyšší grandslamové úrovni před ziskem trofeje na US Open 2020 skončil třikrát jako poražený finalista. V letech 2018 a 2019 postoupil do boje o titul na pařížském French Open, kde nestačil na Španěla Rafaela Nadala. Na melbournském Australian Open 2020 nevyužil vedení 2–1 na sety proti Srbu Novaku Djokovićovi, který zápas otočil. První titul pak získal na US Open 2020 po pětisetovém vítězství nad Němcem Alexandrem Zverevem, když zvládl závěrečný tiebreak. Dvakrá odešel poražen z finále Turnaje mistrů – v roce Turnaje mistrů prohrál s Řekem Stefanosem Tsitsipasem, o rok později jej přehrál Rus Daniil Medveděv.
V juniorské kategorii si v roce 2011 zahrál finále dvouhry na French Open, v němž podlehl Američanu Bjornu Fratangelovi poměrem gamů 6–8 až v rozhodující sadě.
V rakouském daviscupovém týmu debutoval jako 20letý v roce 2014 utkáním zóny Evropy a Afriky proti Slovensku, když nastoupil do prvního zápasu proti Norbertu Gombosovi, se kterým prohrál ve čtyřech setech. Rakousko v sérii prohrálo 1:4 na zápasy. V soutěži nastoupil k osmi mezistátním utkáním s bilancí 9–6 ve dvouhře a 1–2 ve čtyřhře.
Praktikoval agresivní celodvorcový tenis od základní čáry s tvrdým jednoručným bekhendem. Média ho označila za možného Nadalova nástupce a oficiální web Roland-Garros mu přiřkl nálepku „dědic trůnu“.
Profesionální kariéru ukončil v říjnu 2024. Jeho posledním turnajem se stalo vídeňské Erste Bank Open, kde jej v prvním kole vyřadil Luciano Darderi.

## Osobní život
Pochází z rodiny tenisových trenérů otce Wolfganga Thiema a matky Karin Thiemové. Tenis začal hrát v šesti letech. Má mladšího bratra Moritze, který je školákem a doufá, že se jednou stane profesionálním tenistou jako bratr Dominic. Když vyrůstal, byly jeho idoly rakouští tenisté Stefan Koubek a Jürgen Melzer. Oblíbeným úderem je pro něj forhend, antuka zase neoblíbenějším povrchem. Thiem je velký fotbalový fanoušek, jehož oblíbeným klubem je londýnská Chelsea, také rád sleduje skoky na lyžích. Mluví německy a anglicky.
V lednu 2018 oficiálně potvrdil médiím partnerský vztah s tenistkou Kristinou Mladenovicovou z Francie, který začal v roce 2017. Na podzim 2019 potvrdili, že se rozešli.

## Tenisová kariéra

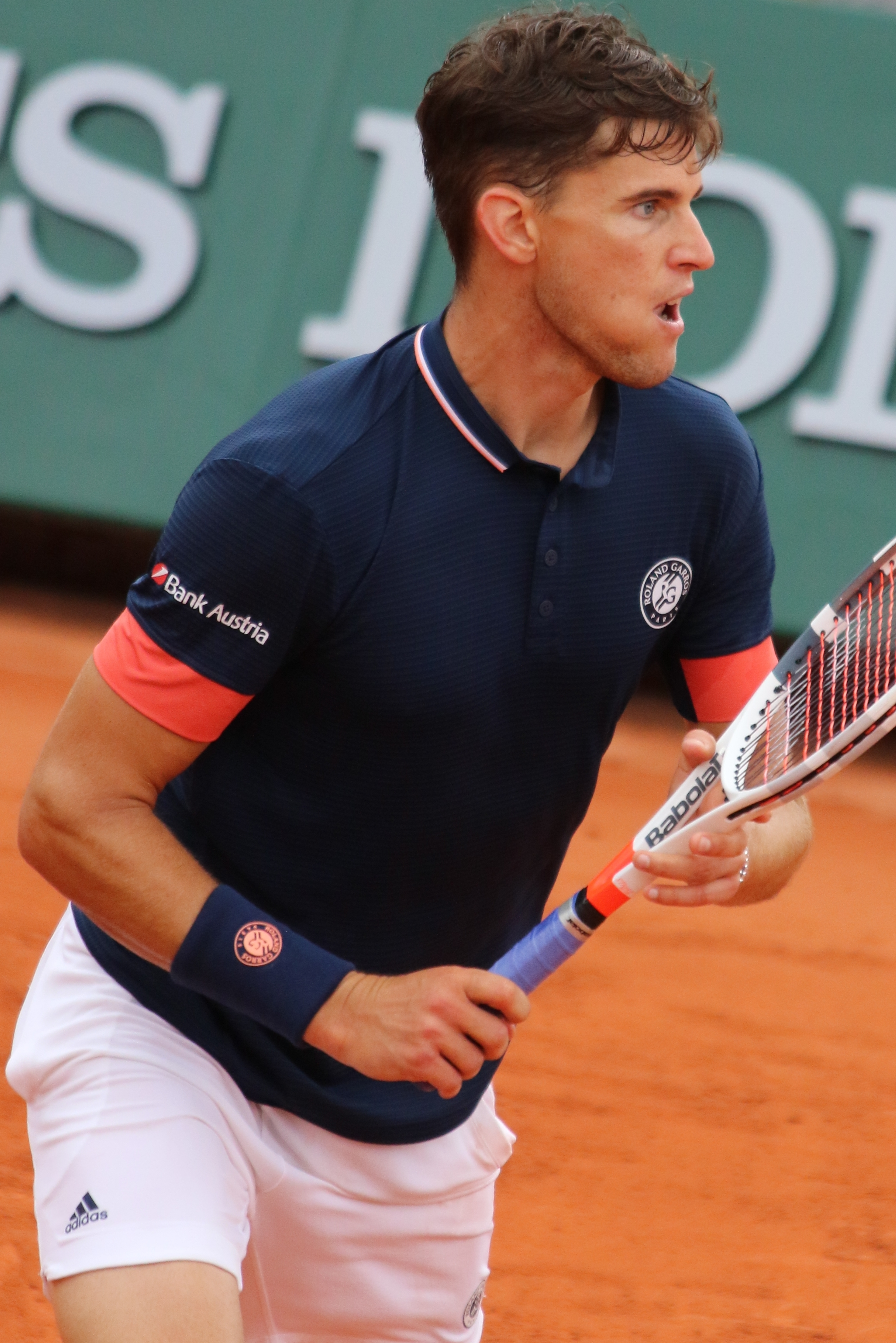
Ve svém prvním grandslamovém finále na French Open 2018 podlehl Nadalovi. Stal se tak prvním Rakušanem ve finále grandslamové dvouhry od roku 1995 a Thomase Mustera.

Sedmou singlovou trofej získal na MercedesCupu 2016 ve Stuttgartu, kde jako světová sedmička v semifinále odvrátil dva mečboly nejvýše nasazenému Rogeru Federerovi a zdolal jej ve třech sadách. Ve finále pak přehrál Němce Philippa Kohlschreibera po třísetovém průběhu. Po turnaji tak měl ze všech hráčů nejvíce – 45 vítězných zápasů v sezóně 2016 a jako první vybojoval tituly na všech třech površích: antuce, tvrdém i trávě. Tím se stal dvacátým devátým tenistou otevřené éry (od května 1968) a teprve devátým aktivním, kterému se tento výkon podařil v rámci jedné sezóny. K finanční odměně obdržel také vůz Mercedes-Benz SL 500.
V sezóně 2017 se stal jediným hráčem, který na antuce porazil Španěla Rafaela Nadala, když jej vyřadil ve čtvrtfinále květnového Rome Masters 2017. Oplatil mu tak prohru z finále předcházejícího Mutua Madrid Open 2017. Španěl jej pak přehrál v semifinále French Open 2017 a deklasoval během Monte-Carlo Rolex Masters 2018. Nadalovu antukovou neporazitelnost čítající 21 zápasů a 50 setů, trvající od Rome Masters 2017, ukončil Thiem ve čtvrtfinále Mutua Madrid Open 2018, čímž jej připravil o post světové jedničky. Snížil tak pasivní vzájemnou bilanci utkání na 3–6 a po Djokovićovi a Gaudiovi se stal třetím tenistou na okruhu ATP Tour, který mallorského rodáka na antuce porazil alespoň třikrát. Po semifinálové výhře nad jihoafrickou světovou osmičkou Kevinem Andersonem prošel druhý rok za sebou do finále madridského Mastersu. V něm nestačil na druhého nasazeného 21letého Němce Alexandra Zvereva po dvousetovém průběhu.
Do prvního grandslamového finále prošel na French Open 2018 po výhrách nad světovou trojkou Alexandrem Zverevem a italským překvapením turnaje Marcem Cecchinatem. V boji o titul nestačil na desetinásobného vítěze a světovou jedničku Nadala ve třech setech. Stal se tak prvním rakouským tenistou v singlovém finále grandslam od roku 1995, kdy si o titul na French Open zahrál Thomas Muster. Pařížská prohra znamenala zvýraznění pasivního poměru vzájemných zápasů proti Španělovi na 3–7. Z osmého místa žebříčku postoupil o jednu příčku výše.

### 2019: První titul z kategorie Masters a finalista Turnaje mistrů
Na Australian Open nedohrál zápas druhého kola. V roli sedmého nasazeného zavítal na březnový BNP Paribas Open 2019 do Indian Wells, na němž poprvé triumfoval v sérii Masters, když obě svá předchozí finále této kategorie prohrál. Do závěrečného utkání prošel po vyrovnaném duelu s Kanaďanem Milosem Raonicem. V boji o titul poté zdolal turnajovou a světovou čtyřku Rogera Federera ve třech sadách. Stal se prvním rakouským šampionem turnaje Masters od Thomase Mustera na Miami Masters 1997. Poprvé v kariéře na tvrdém povrchu zdolal hráče z elitní světové trojky a přerušil Federerovu devítizápasovou neporazitelnost.

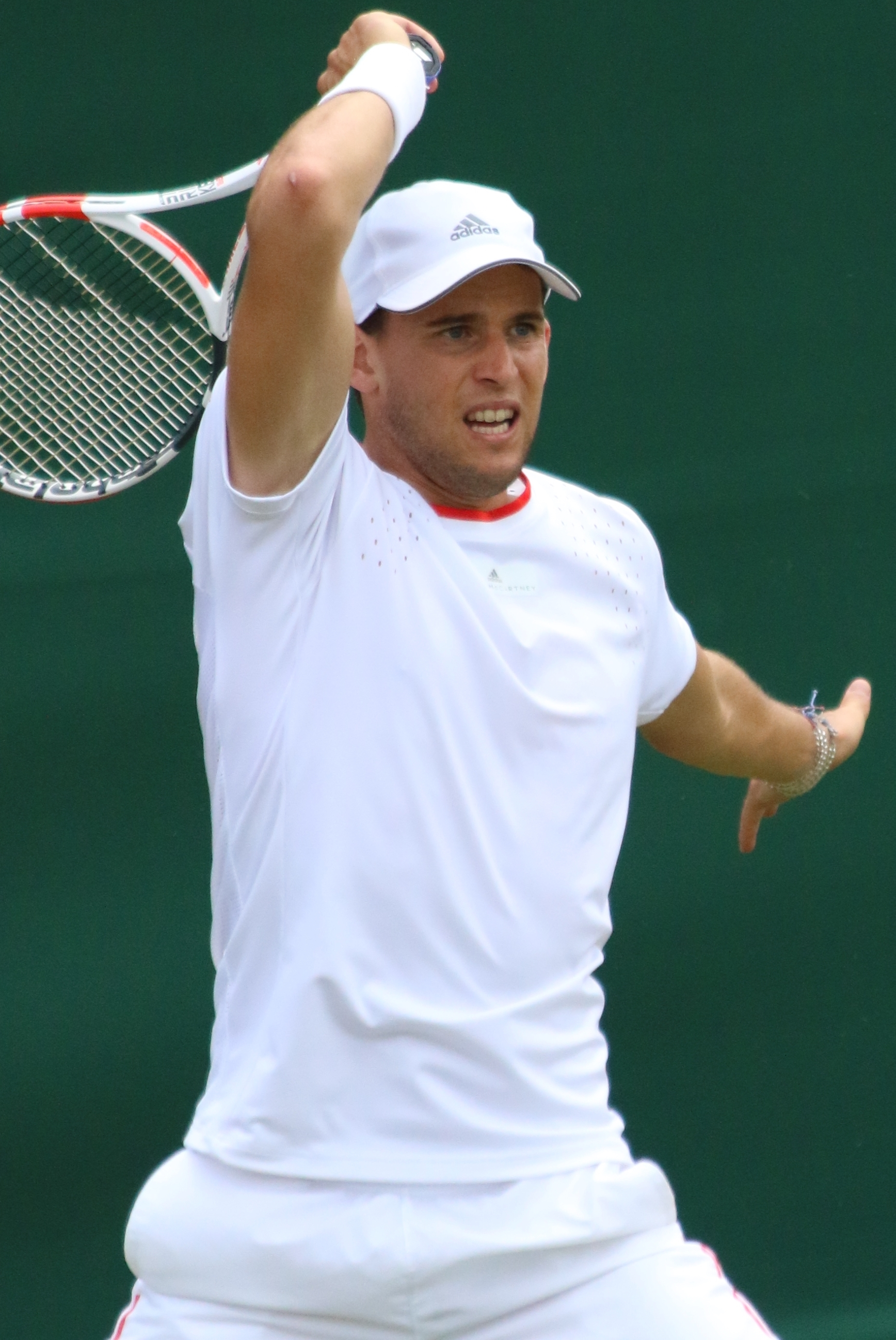
Ve Wimbledonu dohrál v prvním kole

V semifinále dubnového Barcelona Open Banco Sabadell 2019 vyřadil trojnásobného obhájce a druhého hráče světa Rafaela Nadala. Na antuce jej tak porazil počtvrté. To se na okruhu před ním podařilo pouze Djokovićovi. Pasivní bilanci vzájemných utkání snížil na 4–8. Ve finále pak přehrál ruskou turnajovou sedmičku Daniila Medveděva po dvousetovém průběhu a dosáhl tak na třináctý singlový titul, z toho osmý antukový. V Madridu již počtvrté porazil Federera, tentokrát ve čtvrtfinálové fázi a až poměrem 13:11 v tiebreaku třetí sady, když musel odvracet dva mečboly. V semifinále nestačil po dvou tiebreacích na Djokoviće. Na French Open 2019 postoupil druhý rok po sobě do finále. V semifinále potřetí v kariéře vyřadil úřadující světovou jedničku, tentokrát Novaka Djokoviće po pětisetové bitvě, kterou ovládl až těsným poměrem gamů 7–5.Ve finále opět nestačil na Nadala, kterému však jako jediný odebral na turnaji set.
Ve Wimbledonu jej vyřadil hned na úvod Sam Querrey. I na posledním grandslamu roku zůstal bez výhry, když nestačil na Thomase Fabbiana.
Lépe se mu dařilo během října. V Pekingu zdola ve finále Řeka Stefanose Tsitsipase po třísetovém průběhu. V titul proměnil i účast na Erste Bank Open v rodné Vídni, kde startoval podeváté. Vylepšil tak své čtvrtfinálové účasti z let 2013 a 2018 Ve finále zdolal Argentince Diega Schwartzmana po třísetovém průběhu a poprvé v rámci jedné sezóny si připsal páté turnajové vítězství.
Při čtvrté účasti na Turnaji mistrů v roce 2019 premiérově postoupil ze základní fáze do vyřazovacích bojů. Skupinu ovládl po výhrách nad Djokovićem i Federerem a prohře od Itala Mattea Berrettiniho. V semifinále přešel přes obhájce trofeje Alexandra Zvereva a stal se historicky prvním Rakušanem ve finále této události. V závěrečném duelu však těsně podlehl Stefanosi Tsitsipasovi až v tiebreaku rozhodující sady. Bodový zisk mu zajistil čtvrtou pozici na konečném žebříčku ATP. Jeho celková sezónní bilance zápasů činila 49–19.

### 2020: Vítěz US Open
Do třetího grandslamového finále kariéry a prvním mimo French Open se probojoval na lednovém Australian Open 2020 v Melbourne z pozice světové pětky. Ve čtyřsetovém čtvrtfinále vyřadil světovou jedničku Nadala po zvládnutých třech tiebreacích. Mezi zbylou čtveřicí hráčů přešel přes sedmého muže žebříčku Alexandra Zvereva, když ve svůj prospěch získal opět dvě zkrácené hry. Ve finále pak nevyužil vedení 2–1 na sety se srbskou světovou dvojkou a obhájcem trofeje Novakem Djokovićem, jenž zápas trvající 3.59 hodiny otočil. Oba aktéři dosáhli shodného počtu pěti využitých brejkbolů z dvanácti příležitostí i 57 nevynucených chyb. Thiem soupeře přestřílel 55 vítěznými míči proti 46 winnerům Srba. Tři ze čtyř předchozích duelů včetně Turnaje mistrů 2019 přitom vyhrál. V Melbourne se stal prvním rakouským finalistou ve dvouhře vůbec.

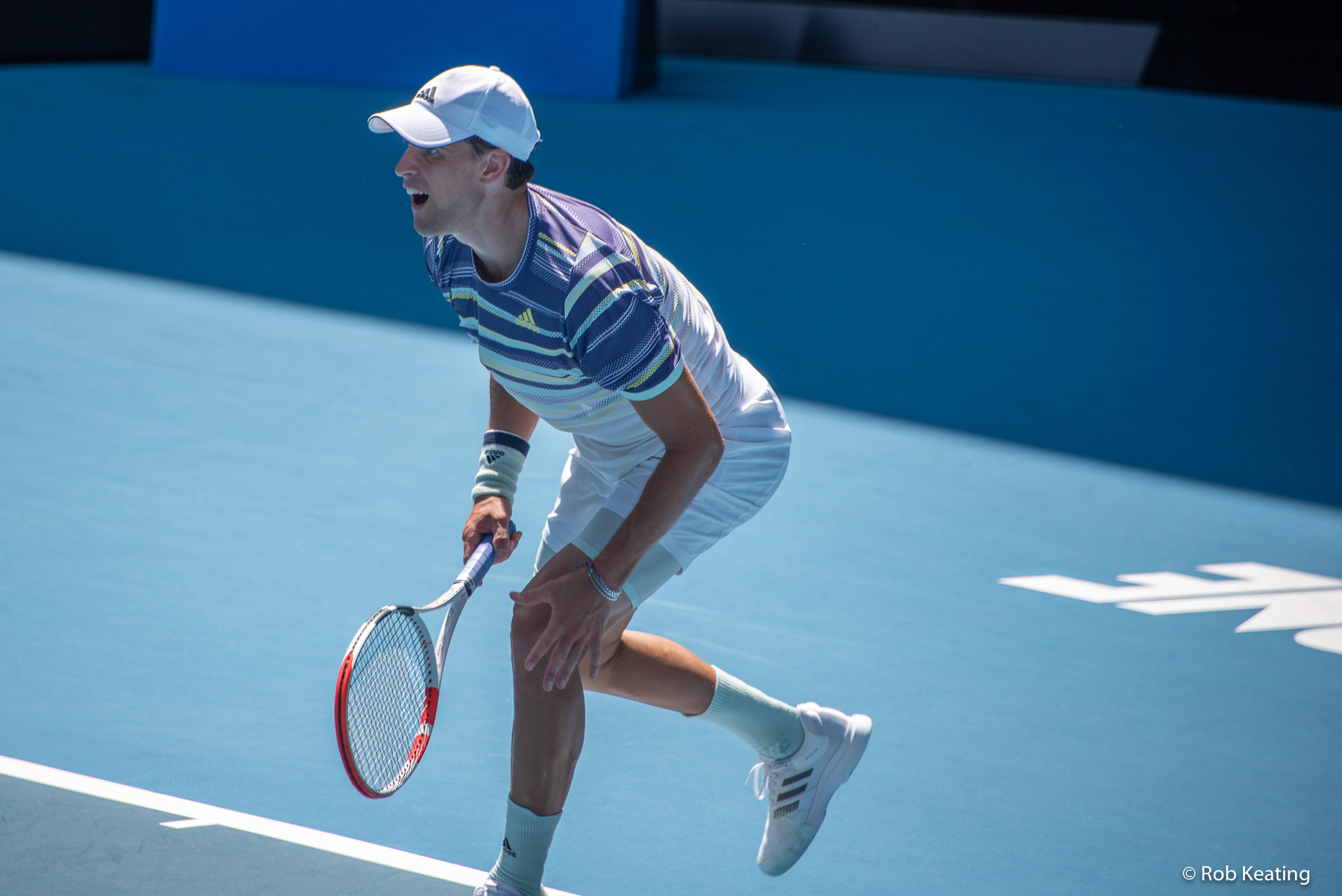
Na Australian Open 2020 prohrál i třetí grandslamové finále

 Posledním turnajem před koronavirovou pandemií, do kterého zasáhl, bylo únorové Rio Open, kde v roli turnajové jedničky a největšího favorita prohrál překvapivě čtvrtfinálový duel, když nezvládl koncovky setů proti italskému kvalifikantovi Magerovi. Před začátkem Indian Wells Masters, kde měl obhajovat titul, došlo pro přerušení mužského okruhu pro začínající pandemii covidu-19.
K obnovení došlo o více než pět měsíců později na Western & Southern Open, výjimečně hraným v newyorském Národním tenisovém centru Billie Jean Kingové. Hned v prvním zápase jej však vyřadil Filip Krajinović. Na navazujícím US Open hrál při absenci Nadala poprvé jako nasazená dvojka a vybojoval premiérový kariérní grandslamový titul. Cestou do finále na jeho raketě postupně dohráli Jaume Munar, Sumit Nagal, bývalý vítěz Marin Čilić, který mu jako jediný dokázal odebrat set, turnajová šestnáctka Félix Auger-Aliassime, jednadvacítka Alex de Minaur a třetí hráč světa Daniil Medveděv. Ve finále narazil na světovou sedmičku Alexandra Zvereva a rychle prohrával 0–2 na sety. Thiem dokázal utkání srovnat a v páté sadě otočil ze stavu 3–5, kdy soupeř podával na vítězství a set nakonec rozhodl po více než čtyřech hodinách ve zkrácené hře. Stal se prvním rakouským šampionem ve Flushing Meadows a teprve druhým takovým na grandslamu po triumfu Thomase Mustera na French Open 1995 a zároveň prvním novým vítězem mužského grandslamu od triumfu Marina Čiliće na US Open 2014 prvním takovým šampionem narozeným v 90. letech i prvním mladším 30 let od Wimbledonu 2016.
Netradiční antukový podzim představoval účast pouze na přesunutém French Open. V roli dvojnásobného obhájce finále neztratil v prvních třech kolech ani set. V osmifinále si zkomplikoval dobře rozehraný set s domácí divokou kartou Hugo Gastonem, proti kterému vedl už o dva sety, zvítězil však až nakonec díky podařené koncovce pátého setu. Ve čtvrtfinále odehrál pětihodinový zápas s Argentincem Diego Schwartzmanem. V průběhu čtvrtého setu byl několikrát dva míčky od postupu, nakonec nasazené dvanáctce podlehl po výsledku 6–7, 7–5, 7–6, 6–7 a 2–6.
Pátý rok po sobě nechyběl na Turnaji mistrů. V základní skupině Londýn 2020 přehrál v repríze posledního finále Tsitsipase a následně Nadala, čímž si zajistil postup do semifinále. V posledním zápase pak nestačil na debutanta Rubjlova, přesto skupiny ovládl. V semifinále pak ve třech tiebreacích přehrál světovou jedničku Djokoviće, přestože v tie-breaku druhého setu měl čtyři mečboly a v rozhodující zkrácené hře prohrával už 0–4. Po Murraym se stal teprve druhým hráčem, který dokázal všechny členy tzv. Velké trojky porazit alespoň pětkrát. Ve finále jej přehrál Rus Daniil Medveděv, když Thiem neudržel náskok jednoho setu.

### 2021–2022: Zranění, propad žebříčkem a návrat
Na Australian Open hrál jako třetí nasazený. Ve třetím kole prohrával proti Kyrgiosovi už 0–2 na sety, nakonec dokázal utkání dovést do vítězného konce. Ve čtvrtém kole ho porazil Grigor Dimitrov, který mu nadělil ve třetím setu „kanára“. Po porážce ve druhém kole v Dubaji oznámil herní pauzu s odůvodněním, že se potřebuje „resetovat.“ Vrátil se na Mutua Madrid Open, kde zaznamenal semifinálovou účast a porážku od Zvereva. V Římě odešel poražen ze třetího kola od Lorenza Sonega poté, co neudržel vedení 5–3 ve třetím setu a neproměnil mečbol. Na French Open vedl proti Pablu Andújarovi již 2–0 na sety, zápas nakonec ztratil a vůbec poprvé opustil Roland Garros v prvním kole. V prvním setu úvodního kola červnového Mallorca Championships 2021 skrečoval Adrianu Mannarinovi pro zranění zápěstí.
Na okruhu následně absentoval až do dubna 2022, kdy se vrátil i po prodělaném covidu-19 challengerem v Marbelle. Postupně prohrál v prvních kolech na Serbia Open, Estoril Open, Madrid Masters, Rome Masters, Geneva Open i grandslamovém French Open, když na všech turnajích získal dohromady jediný set. V polovině června 2022 se tak propadl až na 352. místo.
Zlom přišel na challengeru v Salzburgu, kde postoupil do druhého kola. Následně vyhrál po čtrnácti měsících první zápas na okruhu ATP na červencovém Nordea Open, kde zdolal Fina Emila Ruusuvuoriho v tiebreaku třetí sady. Ve druhém kole porazil dvacátého hráče světa Roberta Bautistu Aguta, než jej ve čtvrtfinále zastavil Sebastián Báez. Ještě lépe si vedl na Swiss Open Gstaad, kde postoupil až do semifinále – jeho prvního od Madrid Masters 2021. V prvním kole opět vyhrál až v tiebreaku rozhodujícího dějství, když proti Gastonovi dokonce musel odvracet mečbol. Mezi poslední čtyřkou nestačil na Berrettiniho. Bodový zisk z obou podniků mu zajistil posun v žebříčku z 339. místa do druhé světové stovky na 199. pozici.

## Trenérské vedení
Od devíti let do roku 2019 jej koučoval krajan Günther Bresnik, s nímž se zná od útlého dětství. Kontakt navázali, když otec začal v roce 1997 trénovat ve vídeňské Bresnikově tenisové akademii. V únoru 2019 se členem trenérského týmu, a následně hlavním koučem, stal chilský olympijský vítěz Nicolás Massú.

## Finále na Grand Slamu

### Mužská dvouhra: 4 (1–3)
| Stav      | Rok  | Turnaj          | Povrch | Soupeř ve finále | Výsledek                     |
| --------- | ---- | --------------- | ------ | ---------------- | ---------------------------- |
| Finalista | 2018 | French Open     | antuka | Rafael Nadal     | 4–6, 3–6, 2–6                |
| Finalista | 2019 | French Open     | antuka | Rafael Nadal     | 3–6, 7–5, 1–6, 1–6           |
| Finalista | 2020 | Australian Open | tvrdý  | Novak Djoković   | 4–6, 6–4, 6–2, 3–6, 4–6      |
| Vítěz     | 2020 | US Open         | tvrdý  | Alexander Zverev | 2–6, 4–6, 6–4, 6–3, 7–6(8–6) |

## Finále na okruhu ATP Tour
| Legenda                              |
| D – dvouhra; Č – čtyřhra             |
| Grand Slam (1–3 D)                   |
| Turnaj mistrů (0–2 D)                |
| ATP Tour Masters 1000 (1–2 D; 0–1 Č) |
| ATP Tour 500 (5–1 D)                 |
| ATP Tour 250 (10–4 D; 0–2 Č)         |

### Dvouhra: 29 (17–12)
| Stav      | Č.  | Datum              | Turnaj                                | Povrch    | Soupeř ve finále      | Výsledek                     |
| --------- | --- | ------------------ | ------------------------------------- | --------- | --------------------- | ---------------------------- |
| Finalista | 1.  | 2. srpna 2014      | Kitzbühel, Rakousko                   | antuka    | David Goffin          | 6–4, 1–6, 3–6                |
| Vítěz     | 1.  | 23. května 2015    | Nice, Francie                         | antuka    | Leonardo Mayer        | 6–7(8–10), 7–5, 7–6(7–2)     |
| Vítěz     | 2.  | 26. července 2015  | Umag, Chorvatsko                      | antuka    | João Sousa            | 6–4, 6–1                     |
| Vítěz     | 3.  | 2. srpna 2015      | Gstaad, Švýcarsko                     | antuka    | David Goffin          | 7–5, 6–2                     |
| Vítěz     | 4.  | 14. února 2016     | Buenos Aires, Argentina               | antuka    | Nicolás Almagro       | 7–6(7–2), 3–6, 7–6(7–4)      |
| Vítěz     | 5.  | 27. února 2016     | Acapulco, Mexiko                      | tvrdý     | Bernard Tomic         | 7–6(8–6), 4–6, 6–3           |
| Finalista | 2.  | 1. května 2016     | Mnichov, Německo                      | antuka    | Philipp Kohlschreiber | 6–7(7–9), 6–4, 6–7(4–7)      |
| Vítěz     | 6.  | 21. května 2016    | Nice, Francie (2)                     | antuka    | Alexander Zverev      | 6–3, 3–6, 6–0                |
| Vítěz     | 7.  | 12. června 2016    | Stuttgart, Německo                    | tráva     | Philipp Kohlschreiber | 6–7(2–7), 6–4, 6–4           |
| Finalista | 3.  | 25. září 2016      | Mety, Francie                         | tvrdý (h) | Lucas Pouille         | 6–7(5–7), 2–6                |
| Vítěz     | 8.  | 26. února 2017     | Rio de Janeiro, Brazílie              | antuka    | Pablo Carreño Busta   | 7–5, 6–4                     |
| Finalista | 4.  | 30. dubna 2017     | Barcelona, Španělsko                  | antuka    | Rafael Nadal          | 4–6, 1–6                     |
| Finalista | 5.  | 14. května 2017    | Madrid, Španělsko                     | antuka    | Rafael Nadal          | 6–7(8–10), 4–6               |
| Vítěz     | 9.  | 12. února 2018     | Buenos Aires, Argentina (2)           | antuka    | Aljaž Bedene          | 6–2, 6–4                     |
| Finalista | 6.  | 13. května 2018    | Madrid, Španělsko (2)                 | antuka    | Alexander Zverev      | 4–6, 4–6                     |
| Vítěz     | 10. | 26. května 2018    | Lyon, Francie                         | antuka    | Gilles Simon          | 3–6, 7–6(7–1), 6–1           |
| Finalista | 7.  | 10. června 2018    | French Open, Paříž, Francie           | antuka    | Rafael Nadal          | 4–6, 3–6, 2–6                |
| Vítěz     | 11. | 23. září 2018      | Petrohrad, Rusko                      | tvrdý (h) | Martin Kližan         | 6–3, 6–1                     |
| Vítěz     | 12. | 17. března 2019    | Indian Wells, Spojené státy           | tvrdý     | Roger Federer         | 3–6, 6–3, 7–5                |
| Vítěz     | 13. | 28. dubna 2019     | Barcelona, Španělsko                  | antuka    | Daniil Medveděv       | 6–4, 6–0                     |
| Finalista | 8.  | 9. června 2019     | French Open, Paříž, Francie           | antuka    | Rafael Nadal          | 3–6, 7–5, 1–6, 1–6           |
| Vítěz     | 14. | 4. srpna 2019      | Kitzbühel, Rakousko                   | antuka    | Albert Ramos-Viñolas  | 7–6(7–0), 6–1                |
| Vítěz     | 15. | 6. října 2019      | Peking, Čína                          | tvrdý     | Stefanos Tsitsipas    | 3–6, 6–4, 6–1                |
| Vítěz     | 16. | 27. října 2019     | Vídeň, Rakousko                       | tvrdý (h) | Diego Schwartzman     | 3–6, 6–4, 6–3                |
| Finalista | 9.  | 17. listopadu 2019 | Turnaj mistrů, Londýn, Velká Británie | tvrdý (h) | Stefanos Tsitsipas    | 7–6(8–6), 2–6, 6–7(4–7)      |
| Finalista | 10. | 2. února 2020      | Australian Open, Melbourne, Austrálie | tvrdý     | Novak Djoković        | 4–6, 6–4, 6–2, 3–6, 4–6      |
| Vítěz     | 17. | 13. září 2020      | US Open, New York, Spojené státy      | tvrdý     | Alexander Zverev      | 2–6, 4–6, 6–4, 6–3, 7–6(8–6) |
| Finalista | 11. | 22. listopadu 2020 | Turnaj mistrů, Londýn, Velká Británie | tvrdý (h) | Daniil Medveděv       | 6–4, 6–7(2–7), 4–6           |
| Finalista | 12. | 5. srpna 2023      | Kitzbühel, Rakousko                   | antuka    | Sebastián Báez        | 3–6, 1–6                     |

### Čtyřhra: 3 (0–3)
| Stav      | Č. | Datum             | Turnaj                  | Povrch | Spoluhráč         | Soupeři ve finále                | Výsledek         |
| --------- | -- | ----------------- | ----------------------- | ------ | ----------------- | -------------------------------- | ---------------- |
| Finalista | 1. | 23. července 2016 | Kitzbühel, Rakousko     | antuka | Dennis Novak      | Wesley Koolhof Matwé Middelkoop  | 6–2, 3–6, [9–11] |
| Finalista | 2. | 17. února 2019    | Buenos Aires, Argentina | antuka | Diego Schwartzman | Máximo González Horacio Zeballos | 1–6, 1–6         |
| Finalista | 3. | 11. května 2019   | Madrid, Španělsko       | antuka | Diego Schwartzman | Jean-Julien Rojer Horia Tecău    | 2–6, 3–6         |

## Chronologie výsledků na Grand Slamu

### Dvouhra
| Turnaj          | 2014    | 2015    | 2016    | 2017    | 2018    | 2019    | 2020  | 2021    | 2022    | 2023    | 2024    | SR     | V–P   |
| --------------- | ------- | ------- | ------- | ------- | ------- | ------- | ----- | ------- | ------- | ------- | ------- | ------ | ----- |
| Australian Open | 2. kolo | 1. kolo | 3. kolo | 4. kolo | 4. kolo | 2. kolo | F     | 4. kolo | A       | 1. kolo | 1. kolo | 0 / 10 | 19–10 |
| French Open     | 2. kolo | 2. kolo | SF      | SF      | F       | F       | ČF    | 1. kolo | 1. kolo | 1. kolo | 2Q      | 0 / 10 | 28–10 |
| Wimbledon       | 1. kolo | 2. kolo | 2. kolo | 4. kolo | 1. kolo | 1. kolo | NH    | A       | A       | 1. kolo |         | 0 / 7  | 5–7   |
| US Open         | 4. kolo | 3. kolo | 4. kolo | 4. kolo | ČF      | 1. kolo | Vítěz | A       | 1. kolo | 2. kolo |         | 1 / 9  | 23–8  |
| výhry–prohry    | 5–4     | 4–4     | 11–4    | 14–4    | 13–4    | 7–4     | 17–2  | 3–2     | 0–2     | 1–4     | 0–1     | 1 / 36 | 75–35 |

| Legenda | Legenda                                   | Legenda | Legenda                     |
| ------- | ----------------------------------------- | ------- | --------------------------- |
| SR      | poměr vyhraných turnajů ku všem odehraným | W–L V–P | výhry–prohry                |
| NH      | daný rok se turnaj nekonal                | A       | turnaje se hráč nezúčastnil |
| 1Q / LQ | prohra v (kole) kvalifikace               | 1k / 1R | prohra v daném kole turnaje |
| QF / ČF | prohra ve čtvrtfinále                     | SF      | prohra v semifinále         |
| F       | prohra ve finále                          | Vítěz   | vítězství v turnaji         |

## Vítězství nad hráči Top 10
Přehled
| Sezóna    | 2014 | 2015 | 2016 | 2017 | 2018 | 2019 | 2020 | 2021 | 2022 | 2023 | Celkem |
| --------- | ---- | ---- | ---- | ---- | ---- | ---- | ---- | ---- | ---- | ---- | ------ |
| Vítězství | 1    | 0    | 5    | 4    | 5    | 9    | 8    | 0    | 0    | 0    | 32     |

Vítězství
| Č.                                     | hráč                | ATP | turnaj                                    | povrch    | fáze          | skóre                             | Thiem |
| -------------------------------------- | ------------------- | --- | ----------------------------------------- | --------- | ------------- | --------------------------------- | ----- |
| 2014                                   |                     |     |                                           |           |               |                                   |       |
| 1.                                     | Stan Wawrinka       | 3.  | Madrid, Španělsko                         | antuka    | 2. kolo       | 1–6, 6–2, 6–4                     | 70.   |
| 2016                                   |                     |     |                                           |           |               |                                   |       |
| 2.                                     | Rafael Nadal        | 5.  | Buenos Aires, Argentina                   | antuka    | semifinále    | 6–4, 4–6, 7–6(7–4)                | 19.   |
| 3.                                     | David Ferrer        | 6.  | Rio de Janeiro,Brazílie                   | antuka    | čtvrtfinále   | 6–3, 6–2                          | 19.   |
| 4.                                     | Roger Federer       | 2.  | Řím, Itálie                               | antuka    | 3. kolo       | 7–6(7–2), 6–4                     | 15.   |
| 5.                                     | Roger Federer       | 3.  | Stuttgart, Německo                        | tráva     | semifinále    | 3–6, 7–6(9–7), 6–4                | 7.    |
| 6.                                     | Gaël Monfils        | 6.  | Turnaj mistrů, Londýn, Spojené království | tvrdý (h) | zákl. skupina | 6–3, 1–6, 6–4                     | 9.    |
| 2017                                   |                     |     |                                           |           |               |                                   |       |
| 7.                                     | Andy Murray         | 1.  | Barcelona, Španělsko                      | antuka    | semifinále    | 6–2, 3–6, 6–4                     | 9.    |
| 8.                                     | Rafael Nadal        | 4.  | Řím, Itálie                               | antuka    | čtvrtfinále   | 6–4, 6–3                          | 7.    |
| 9.                                     | Novak Djoković      | 2.  | French Open, Paříž, Francie               | antuka    | čtvrtfinále   | 7–6(7–5), 6–3, 6–0                | 7.    |
| 10.                                    | Pablo Carreño Busta | 10. | ATP Finals, Londýn, Spojené království    | tvrdý (h) | zákl. skupina | 6–3, 3–6, 6–4                     | 4.    |
| 2018                                   |                     |     |                                           |           |               |                                   |       |
| 11.                                    | Rafael Nadal        | 1.  | Madrid, Španělsko                         | antuka    | čtvrtfinále   | 7–5, 6–3                          | 7.    |
| 12.                                    | Kevin Anderson      | 8.  | Madrid Open, Madrid, Španělsko            | antuka    | semifinále    | 6–4, 6–2                          | 7.    |
| 13.                                    | Alexander Zverev    | 3.  | French Open, Paříž, Francie               | antuka    | čtvrtfinále   | 6–4, 6–2, 6–1                     | 8.    |
| 14.                                    | Kevin Anderson      | 5.  | US Open, New York, Spojené státy          | tvrdý     | 4. kolo       | 7–5, 6–2, 7–6(7–2)                | 9.    |
| 15.                                    | Kei Nišikori        | 9.  | ATP Finals, Londýn, Spojené království    | tvrdý (h) | zákl. skupina | 6–1, 6–4                          | 8.    |
| 2019                                   |                     |     |                                           |           |               |                                   |       |
| 16.                                    | Roger Federer       | 4.  | Indian Wells, Spojené státy               | tvrdý     | finále        | 3–6, 6–3, 7–5                     | 8.    |
| 17.                                    | Rafael Nadal        | 2.  | Barcelona, Španělsko                      | antuka    | semifinále    | 6–4, 6–4                          | 5.    |
| 18.                                    | Roger Federer       | 3.  | Madrid, Španělsko                         | antuka    | čtvrtfinále   | 3–6, 7–6(13–11), 6–4              | 5.    |
| 19.                                    | Novak Djoković      | 1.  | French Open, Paříž, Francie               | antuka    | semifinále    | 6–2, 3–6, 7–5, 5–7, 7–5           | 4.    |
| 20.                                    | Karen Chačanov      | 9.  | Peking, Čína                              | tvrdý     | semifinále    | 2–6, 7–6(7–5), 7–5                | 5.    |
| 21.                                    | Stefanos Tsitsipas  | 7.  | China Open, Peking, Čína                  | tvrdý     | finále        | 3–6, 6–4, 6–1                     | 5.    |
| 22.                                    | Roger Federer       | 3.  | ATP Finals, Londýn, Spojené království    | tvrdý (h) | zákl. skupina | 7–5, 7–5                          | 5.    |
| 23.                                    | Novak Djokovic      | 2.  | ATP Finals, Londýn, Spojené království    | tvrdý (h) | zákl. skupina | 6–7(5–7), 6–3, 7–6(7–5)           | 5.    |
| 24.                                    | Alexander Zverev    | 7.  | ATP Finals, Londýn, Spojené království    | tvrdý (h) | semifinále    | 7–5, 6–3                          | 5.    |
| 2020                                   |                     |     |                                           |           |               |                                   |       |
| 25.                                    | Gaël Monfils        | 10. | Australian Open, Melbourne, Austrálie     | tvrdý     | 4. kolo       | 6–2, 6–4, 6–4                     | 5.    |
| 26.                                    | Rafael Nadal        | 1.  | Australian Open, Melbourne, Austrálie     | tvrdý     | čtvrtfinále   | 7–6(7–3), 7–6(7–4), 4–6, 7–6(8–6) | 5.    |
| 27.                                    | Alexander Zverev    | 7.  | Australian Open, Melbourne, Austrálie     | tvrdý     | semifinále    | 3–6, 6–4, 7–6(7–3), 7–6(7–4)      | 5.    |
| 28.                                    | Daniil Medveděv     | 5.  | US Open, New York, Spojené státy          | tvrdý     | semifinále    | 6–2, 7–6(9–7), 7–6(7–5)           | 3.    |
| 29.                                    | Alexander Zverev    | 7.  | US Open, New York, Spojené státy          | tvrdý     | finále        | 2–6, 4–6, 6–4, 6–3, 7–6(8–6)      | 3.    |
| 30.                                    | Stefanos Tsitsipas  | 6.  | ATP Finals, Londýn, Spojené království    | tvrdý (h) | zákl. skupina | 7–6(7–5), 4–6, 6–3                | 3.    |
| 31.                                    | Rafael Nadal        | 2.  | ATP Finals, Londýn, Spojené království    | tvrdý (h) | zákl. skupina | 7–6(9–7), 7–6(7–4)                | 3.    |
| 32.                                    | Novak Djoković      | 1.  | ATP Finals, Londýn, Spojené království    | tvrdý (h) | semifinále    | 7–5, 6–7(10–12), 7–6(7–5)         | 3.    |
| výhra nad úřadující světovou jedničkou |                     |     |                                           |           |               |                                   |       |

## Finále na juniorském Grand Slamu

### Dvouhra: 1 (0–1)
| Stav      | Rok  | Turnaj      | Povrch | Soupeř ve finále | Výsledek      |
| --------- | ---- | ----------- | ------ | ---------------- | ------------- |
| Finalista | 2011 | French Open | antuka | Bjorn Fratangelo | 6–3, 3–6, 6–8 |

## Postavení na konečném žebříčku ATP

### Dvouhra
| Rok    | 2010 | 2011   | 2012   | 2013   | 2014  | 2015  | 2016 | 2017 | 2018 | 2019 | 2020 | 2021  | 2022   |
| Pořadí | 915. | ▲ 640. | ▲ 405. | ▲ 121. | ▲ 39. | ▲ 20. | ▲ 8. | ▲ 5. | ▼ 8. | ▲ 4. | ▲ 3. | ▼ 15. | ▼ 102. |

### Čtyřhra
| Rok    | 2012 | 2013   | 2014   | 2015   | 2016  | 2017   | 2018   | 2019  | 2020   | 2021   | 2022 |
| Pořadí | 685. | ▲ 428. | ▲ 257. | ▬ 257. | ▲ 94. | ▼ 269. | ▲ 178. | ▲ 78. | ▼ 112. | ▼ 230. | —    |